# Domingo García García
Domingo García García (Santa Cruz de La Palma, Santa Cruz de Tenerife, España, 28 de abril de 1916-12 de enero de 2000) fue un futbolista español que jugaba como delantero.

## Clubes
| Club              | País   | Año       |
| ----------------- | ------ | --------- |
| C. D. Tenerife    | España | 1939-1941 |
| Atlético Aviación | España | 1941-1944 |
| Real Gijón        | España | 1944-1946 |
| Real Oviedo       | España | 1946-1950 |